# Église Saint-Étienne d'Orlhaguet
L'église Saint-Étienne d'Orlhaguet est une église située en France sur la commune de Sainte-Geneviève-sur-Argence dans le département de l'Aveyron en région Midi-Pyrénées.

## Localisation
L'église est située dans le hameau d’Orlhaguet de la commune de  Sainte-Geneviève-sur-Argence, dans le département français de l'Aveyron.

## Description
Église mi-romane, mi-gothique, renforcée de fortifications massives de défense datant du XIVe siècle.

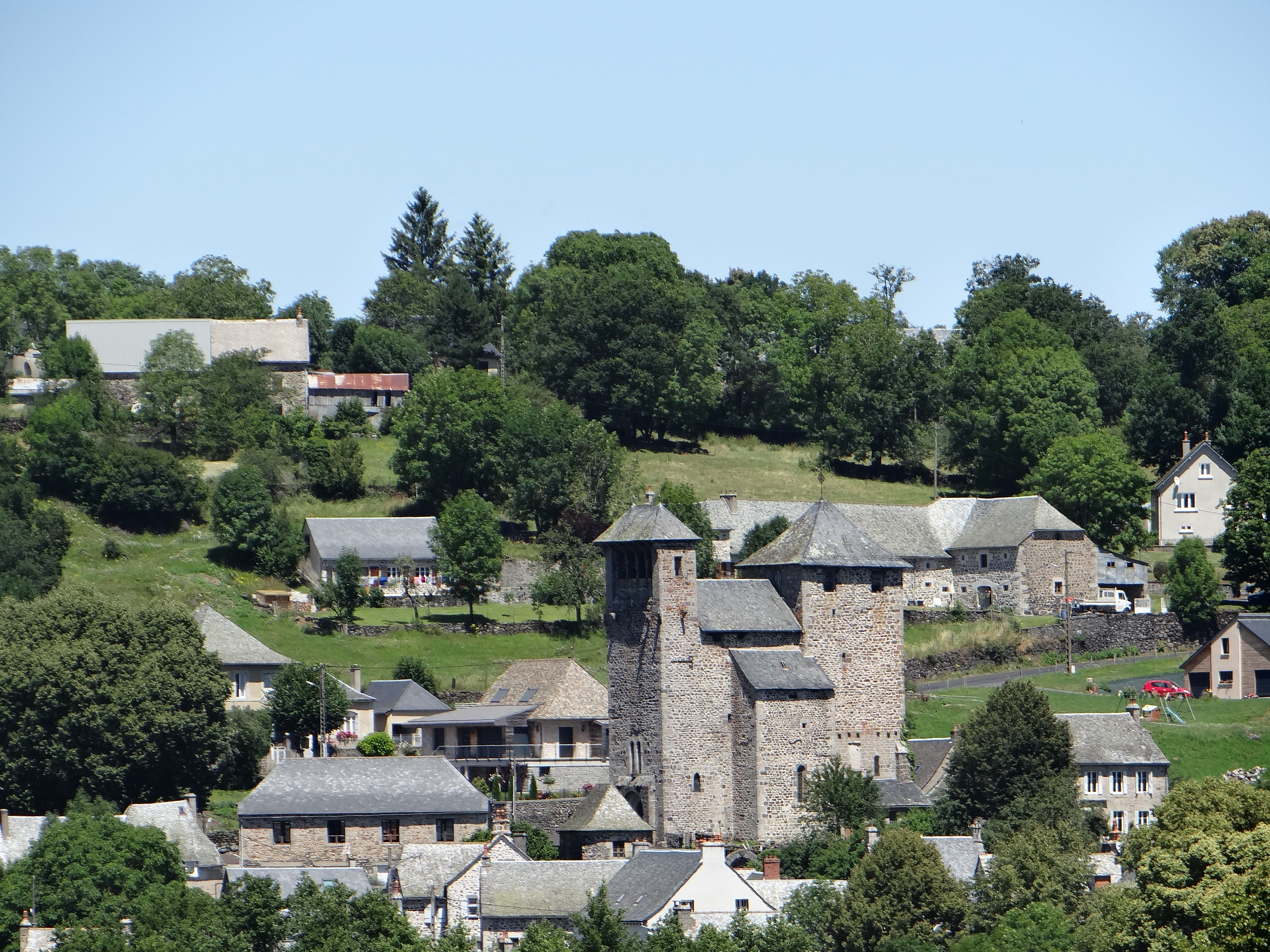
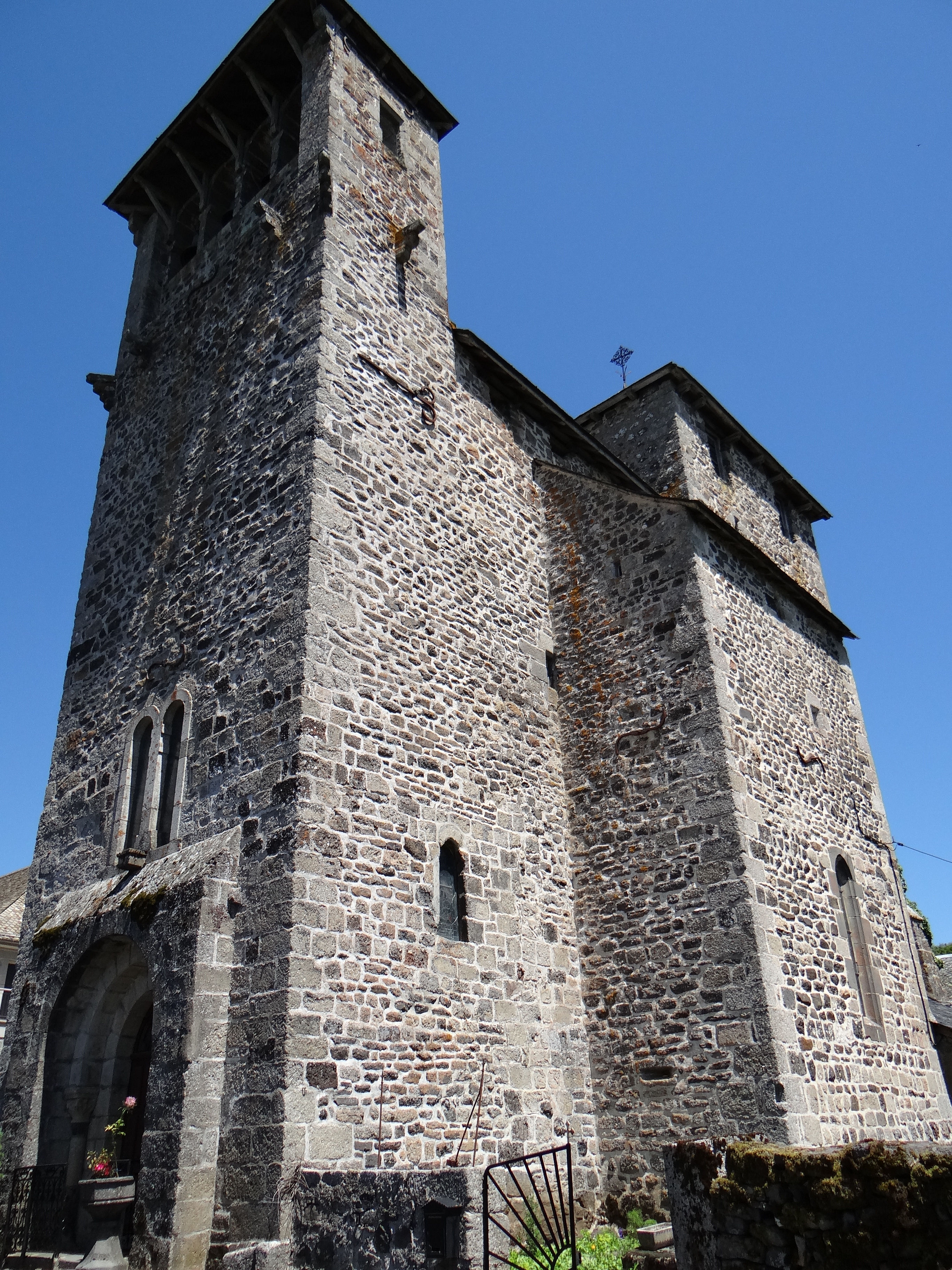
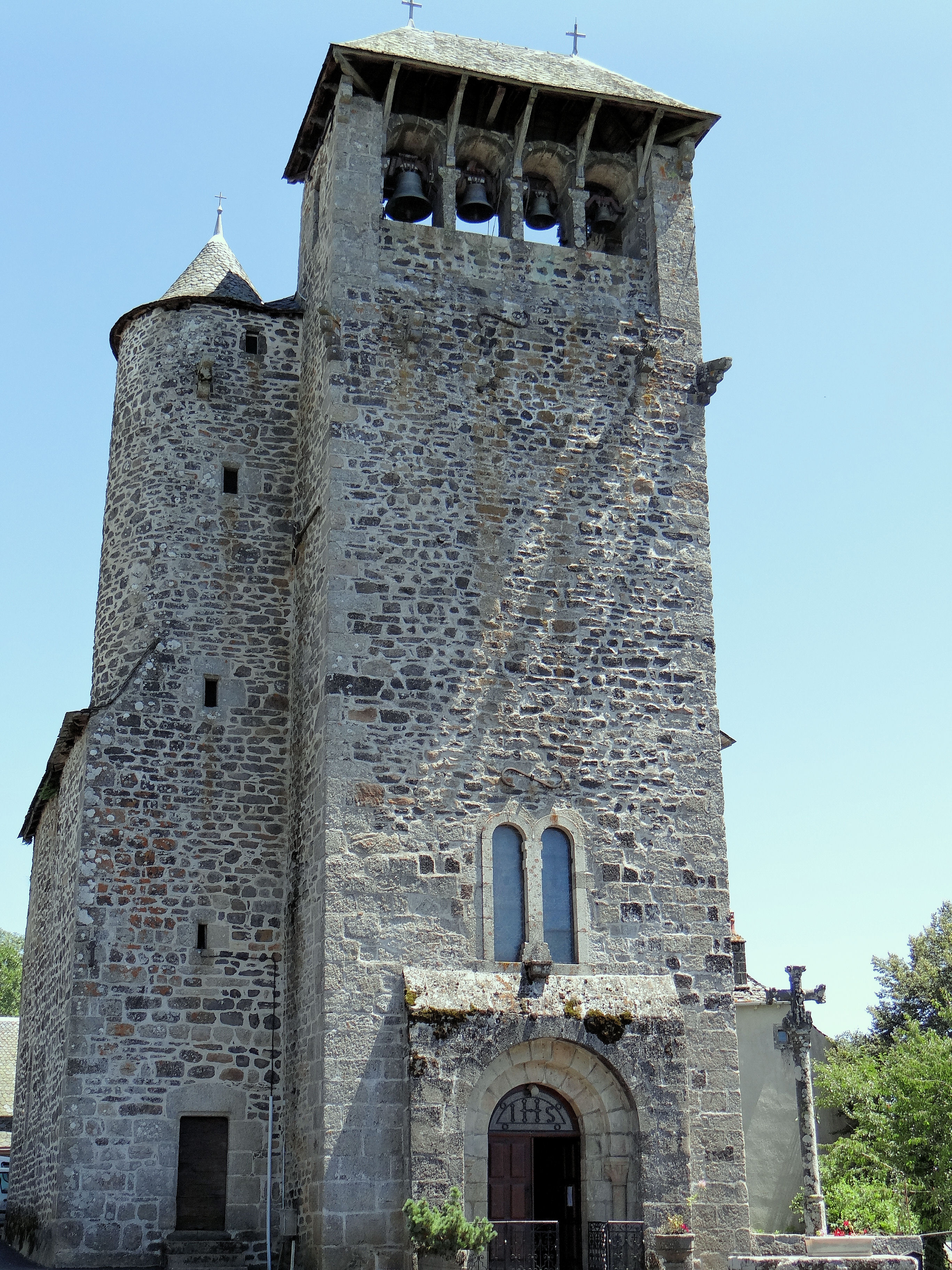
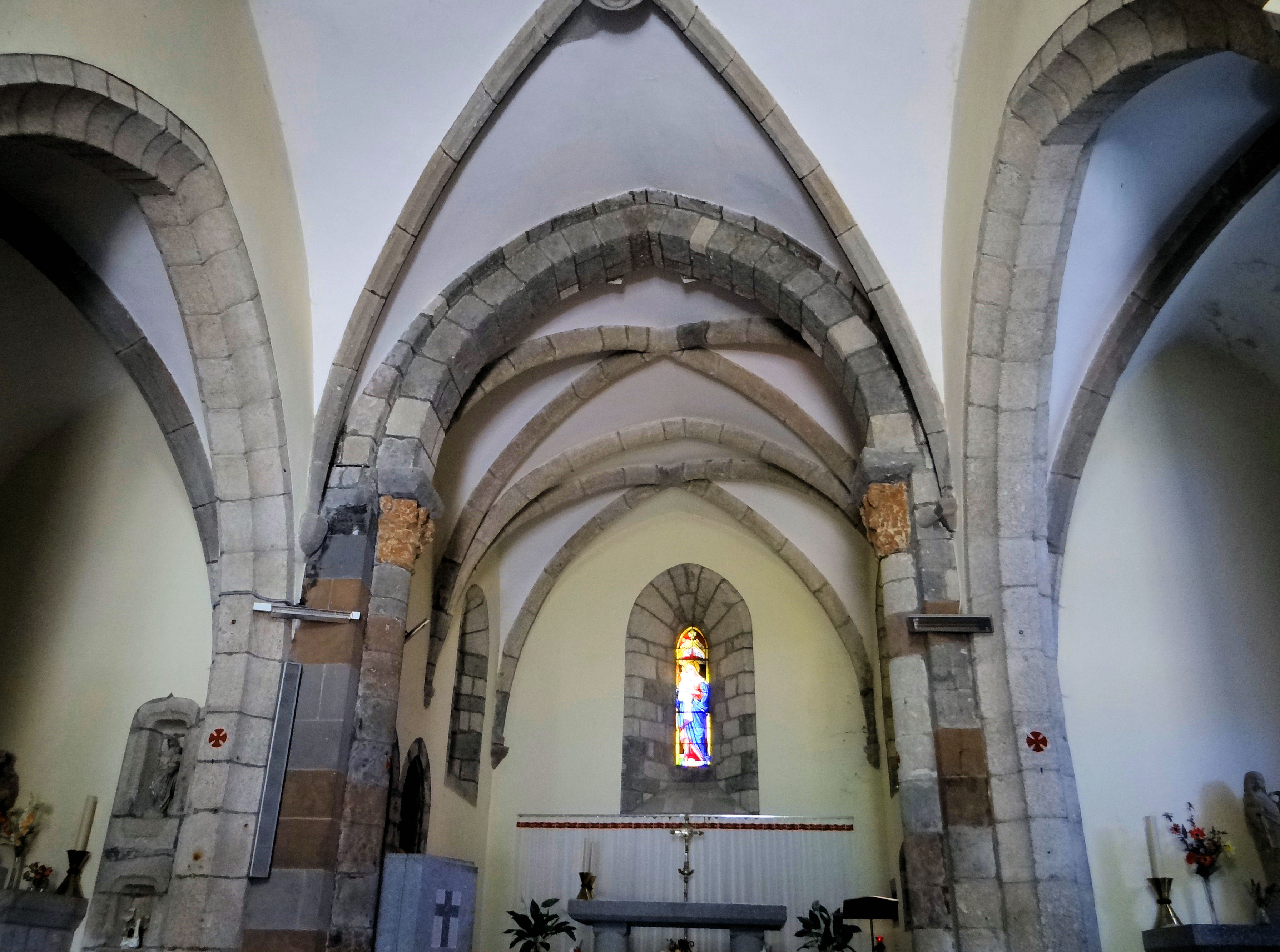

## Historique
L’église romane construite au début du XIe siècle est vendue avec ses dépendances à l’abbaye de Conques par Géraud d’Amels et Pons de Turlane vers 1082
Fortifiée au XIVe pour protéger des villageois des exactions du Prince Noir et des Grandes compagnies, elle garde son rôle défensif jusqu’au XVIIe : en 1647, le capitaine Laurence Vialars commande une garnison qui y réside.

## Mobilier
- Statue de Vierge à l'enfant du XIVe siècle.
- A l’extérieur 13 croix sculptées des XVe et XVIe siècles dont deux sont inscrites à l’inventaire des monuments historiques : 
  - le calvaire proche de l'église  Inscrit MH (1927)[1],
  - la croix près du pont à trois travées qui franchit les Argence  Inscrit MH (1927)[2]